# Железная дорога (Алькан)
«Железная дорога» (фр. Le chemin de fer), соч. 27 — программный этюд для фортепиано, написанный Шарлем Валантеном Альканом в 1844 году, который часто называют первым музыкальным изображением движущегося поезда. Пьеса представляет собой perpetuum mobile в тональности ре минор; исполнение композиции в указанном Альканом темпе длится примерно пять минут.

## Музыка

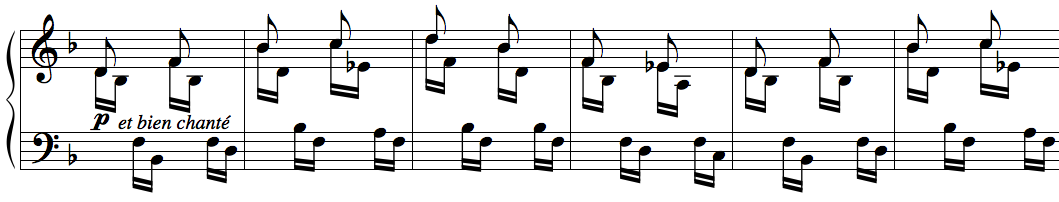
Тема пассажиров поезда

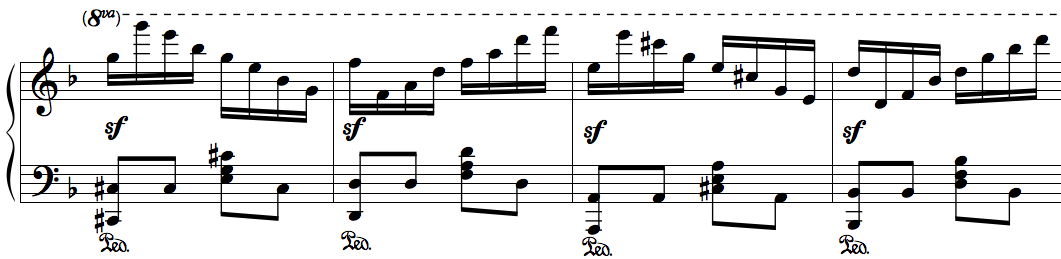
Кульминация

Темп произведения ― vivacissimamente (очень живо, 224 четвертные ноты в минуту). Первая тема этюда ― шестнадцатые ноты в сопровождении повторяющегося остинатного баса, иллюстрирующего стук колёс поезда. Вторая тема ― это более спокойная мелодия, которая звучит сначала в си-бемоль мажоре, затем в до мажоре (по-прежнему состоящая только из шестнадцатых нот), изображающая пассажиров поезда. Единственное прекращение большого потока нот наступает в коде ― в ней продолжительность нот увеличивается (композитор рисует картину поезда, подъезжающего к станции и сбавляющего скорость). Всего в пьесе 506 тактов.

## Критика
Этюд получил низкую оценку критиков по сравнению с другими произведениями Алькана ― например, один из рецензентов писал об «отсутствии технических новшеств» в пьесе. Хотя Алькан требовал строгого соблюдения темпа при исполнении, анализ композиции показал, что при игре в темпе, указанном композитором, ноты этюда становятся неразличимыми на слух. Большинство музыковедов соглашаются с этим утверждением, предполагая, что указания Алькана не нужно воспринимать слишком буквально; также существует версия, что в текст партитуры вкралась опечатка и произведение на самом деле следует играть вдвое медленнее. Также неоднократно подвергалась сомнению подлинность пьесы, учитывая тот факт, что она была написана в 1844 году: в то время скорость поездов редко превышала 30 км/ч. Несмотря на это, этюд считается предшественником оркестрового произведения Артюра Онеггера «Пасифик 231», которое также изображает движение локомотива.